# Галеев, Талгат Мунирович
Талга́т Муни́рович Гале́ев (род. 24 октября 1962, Октябрьский, Башкирская АССР, РСФСР) — советский и российский мотогонщик, участник соревнований по спидвею, чемпион России в парном и командном зачётах. Серебряный призёр Кубка европейских чемпионов.

## Биография
Родился в городе Октябрьский, однако спортивную карьеру начал в Черкесске в 1983 году за команду «Цементник». В команду Октябрьского «Нефтяник» вернулся только в 1987 году, выступая за неё (с перерывами) 20 лет, по 2007 год. За эти годы трижды выиграл командный чемпионат России (1997, 1999, 2000) и один раз – чемпионат среди пар (2003). В 1990-2000-х гг. был одним из лидеров команды, стабильно показывая среднезаездный результат больше 2 очков. Трижды становился в составе «Лукойла» призёром Кубка европейских чемпионов; в 2000 вызывался в сборную России для участия в командном чемпионате мира.
В 1999 году также принимал участие в чемпионате Польши по спидвею.

## Среднезаездный результат
| Лига        | 1983              | 1984          | 1985          | 1986            | 1987           | 1988         | 1989           | 1990           | 1991            | 1992            | 1993-1994    | 1995                  |
| ----------- | ----------------- | ------------- | ------------- | --------------- | -------------- | ------------ | -------------- | -------------- | --------------- | --------------- | ------------ | --------------------- |
| (ВЛ) //     | -                 | ??? Цементник | ??? Цементник | 2,574 Цементник | 1,744 Нефтяник | -            | 1,600 Нефтяник | 3,231 Нефтяник | 1,819 Строитель | 2,000 Строитель | -            | 1,793 Лукойл-Башкирия |
| (1Л)        | ??? Цементник     | -             | -             | -               | -              | ??? Нефтяник | -              | -              | -               | -               | -            | -                     |
| Лига        | 1996              | 1997          | 1998          | 1999            | 2000           | 2001         | 2002           | 2003           | 2004            | 2005            | 2006         | 2007                  |
| Флаг России | 2,132 Мега-Лада-2 | 2,167 Лукойл  | 2,115 Лукойл  | 1,806 Лукойл    | 2,294 Лукойл   | 2,139 Лукойл | 2,381 Лукойл   | 2,246 Лукойл   | 2,371 Лукойл    | 2,291 Лукойл    | 2,088 Лукойл | 2,000 Лукойл          |
| (II)        | -                 | -             | -             | 1,400 Лодзь     | -              | -            | -              | -              | -               | -               | -            | -                     |

## Достижения
| - Чемпионат СНГ по спидвею в командном зачёте —2 место (1992) - Чемпионат России по спидвею в командном зачёте — 1 место (1997, 1999, 2000), 2 место (1995, 1998, 2001, 2002, 2003, 2004, 2005, 2006) в парном зачёте — 1 место (2003), 2 место (2000), 3 место (2001, 2004) | На международных соревнованиях Взрослые соревнования КЕЧ — 3 место (1998) , 2 место (2000, 2001) (все за «Лукойл») КЧМ — 13 место (2000) ЛЧМ — не участвовал Гран-При Челлендж 2000: 15 место в отборочном соревновании финале Гран-При Челлендж 2001: 13 место в отборочном соревновании финале |